# 山鹪鹛
山鹪鹛（学名：Gypsophila crassa），是雀形目幽鹛科的一种鸟类。

## 特征
山鹪鹛体重约26.8克，翼长约68.4毫米，嘴峰长约16.1毫米，喙宽度约3.7毫米，喙厚度约4.8毫米，跗蹠长约27.5毫米，尾长约48.2毫米。山鹪鹛在其分布区内为留鸟，其栖息在密集的高大树木组成的森林中，食性为肉食性，主要食物来源是陆生无脊椎动物。

## 分布
北婆罗洲的高山（沙捞越州东北部和沙巴州北部）。